# Алвару Сіза
Алвару Сіза Віейра (порт. Álvaro Siza Vieira; нар. 25 червня 1933, Матозінюш) — португальський архітектор.

## Життєпис
Народився в 1933 неподалік від Порту. В 1955 закінчив архітектурний факультет Університету Порту.
За роки роботи (перші проекти датовані 1954) реалізував понад 140 проектів, зокрема і за межами Португалії — в Нідерландах, Іспанії, Італії, Бразилії. Серед них: 
- Житловий квартал Малаг'єра в Еворі (1977—1995).
- Архітектурний факультет (1987—1993) і Музей сучасного мистецтва Серральвес (1996—1999) в Порту.
- Житловий район Шиаду в Лісабоні (з 1988).
- Парафіяльний центр в Марку-ді-Канавезеш (1990).
- Новий корпус музею Амстердама.
- Галерея Серпантин у Лондоні.
- Галісійський центр сучасного мистецтва і Факультет інформатики в Сантьяго-де-Компостела.
- Центр туристичної інформації Colon в Мадриді.
- Португальський павільйон (спільно з Сесілом Белмондом) на всесвітній виставці ЕКСПО-98 у Лісабоні.
- Район Схільдерсвік у Гаазі, Нідерланди (1989—1993).
- Житловий будинок «Bonjour Tristesse» у Берліні (1984).
- Офіс компанії «Вітра» у Вайль-на-Рейні, Німеччина (1994).

Працює також у жанрі скульптури, графіки та дизайну меблів. Професор Університету Порту. Для Альвару Сізи характерна стримана, вдумлива архітектура, що гармонійно вписується в навколишній ландшафт.
Я б сказав, що архітектура — це мистецтво. Архітектура дається все важче, у неї стільки проблем. Говорити про неї як про мистецтво — це тепер майже табу... І я відчуваю необхідність зупинитися і просто малювати. Також я небезпечно захоплений скульптурою. Знаю, що Річард Майєр робить скульптури, та й інші архітектори теж. Можливо, у скульптурі вони можуть виразити себе вільніше, ніж в архітектурі.— Альвару Сіза
Член Міжнародного опікунського комітету зі створення музею Будинку Мельникова в Москві.
Син — Альвару Лейте Сіза Віейра 1962 р.н., також архітектор, лауреат Архітектурної премії (АрхиП).

## Премії
- Лауреат премії Міса ван дер Рое в 1988
- Прітцкерівська премія в 1992[7]
- Імператорська премія Японії в 1998
- Премія Вольфа в 2001
- Лауреат Золотого лева — найвищої премії Бієнале в Венеції[8]
- Лауреат золотої медалі Королівського Інституту Британських архітекторів у 2009

## Галерея

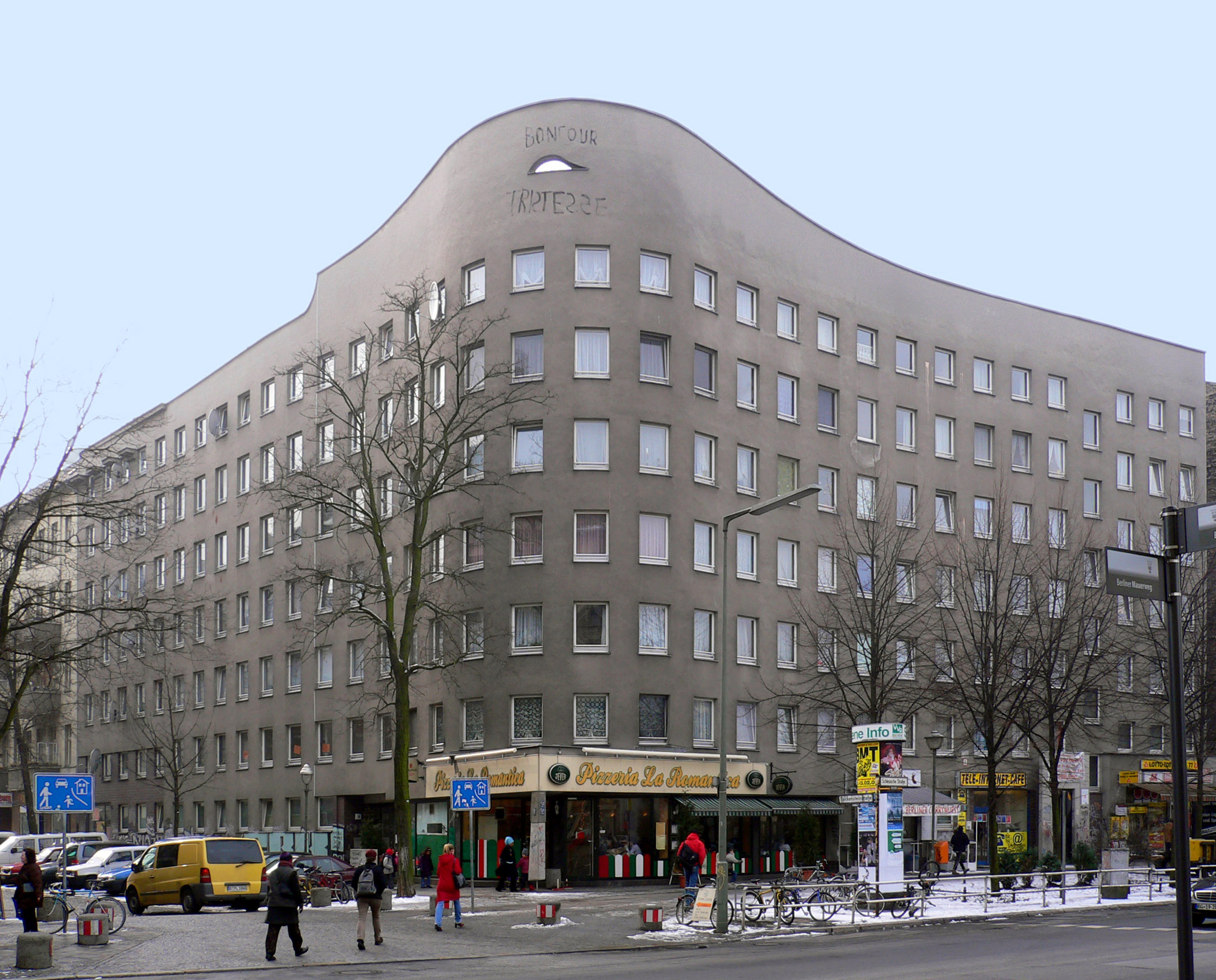
Апартаменти "Bonjour Tristesse", Берлін
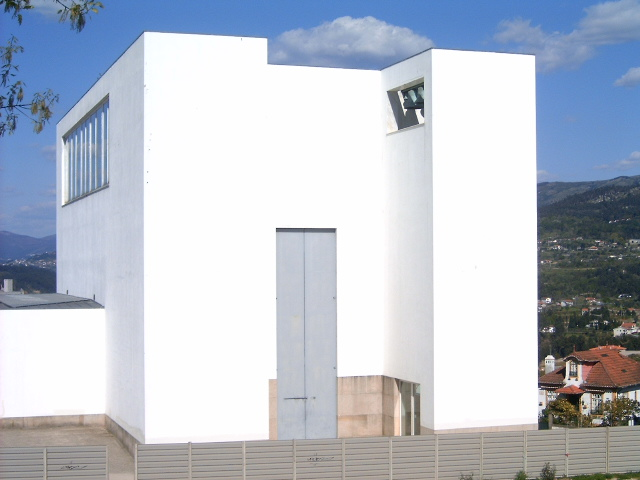
Церква Марко де Канавезес
- Павільйон Португалії на Експо-98
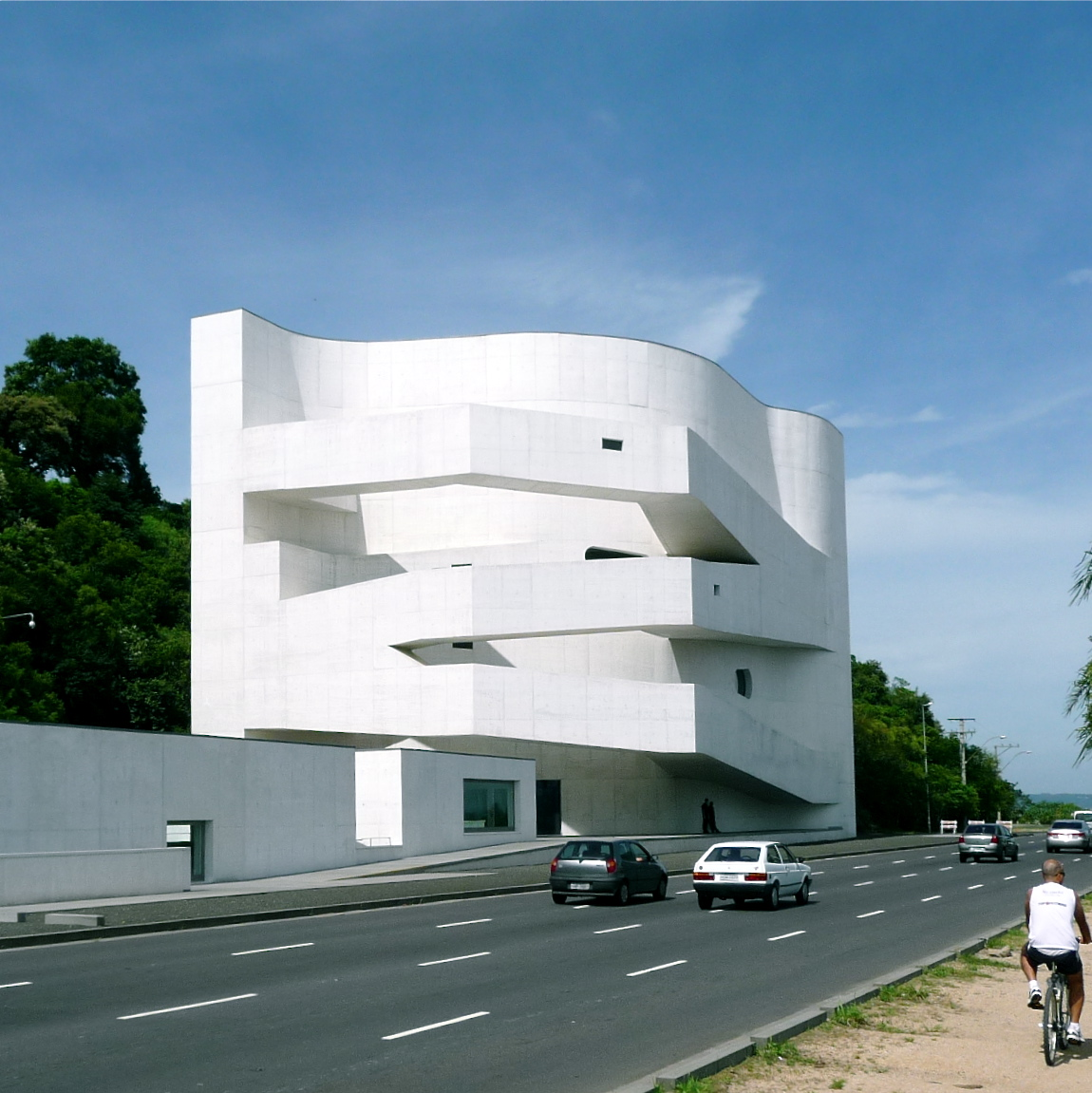
Фонд Ібере Камарго